# Богослоф (острів)
Острів Богослоф або острів Агасагук (алеут. Aĝasaaĝux̂) — вершина підводного стратовулкану на південному краю Берингового моря, за 56 км на північний захід від острова Уналашка ланцюга Алеутських островів. Площа острова складає 1,292 км2.  Острів є незаселеним. Найвища точка острова досягає 150 м, його довжина - 1040 м, ширина - 1512 м.  Стратовулкан піднімається приблизно на 1800 м від морського дна.  Вважається, що острів відносно новий, оскільки до 1796 року вулкан був ще нижче рівня моря, а більша частина острова площею 300 акрів утворилася в результаті вивержень, починаючи з 1900 року.

## Історія
Перший відомий поява острова над рівнем моря зафіксовано під час підводного виверження в 1796 році. З тих часів частини острова були послідовно додані та розмиті. Приблизно за 610 м на північний захід від Богослофа  виник невеликий вулканічний купол у 1883 році з того самого стратовулкану і перетворився на формацію, відому як Острів Вогню. На південно-західній стороні Богослофа в 1796 році вибухнув інший купол; тепер він називається Касл Рок. Інші виверження відбувалися в 1796–1804, 1806–1823, 1883–1895, 1906, 1907, 1909–1910, 1926–1928, 1992 та 2016–2017 роках.  Острів є місцем розмноження морських птахів, тюленів і морських левів. За оцінками, тут гніздяться близько 90 000 топориків, кайр, червононогих мартинів і чайок.
У 1909 році президент Теодор Рузвельт створив на островах Богослоф і Вогняний (en: Fire Island) заповідник для морських левів і гніздування морських птахів. Разом, як Богослофська дика місцина, вони наразі є частиною Національного морського заповідника Аляски в межах Алеутських островів. У листопаді 1967 року Служба національних парків оголосила острів Богослоф національною природною пам'яткою. Групу островів Богослоф було додано до Національної системи охорони дикої природи в 1970 році.
| Рік виверження | Лавовий купол   |
| -------------- | --------------- |
| 1796–1804      | Касл Рок        |
| 1806–1823      | немає?          |
| 1883–1895 роки | Вогняний острів |
| 1906–1910 роки | немає           |
| 1926–1928 роки | безіменний      |
| 1992 рік       | безіменний      |
| 2016–2017 роки | немає           |

### 2016–2017 Виверження

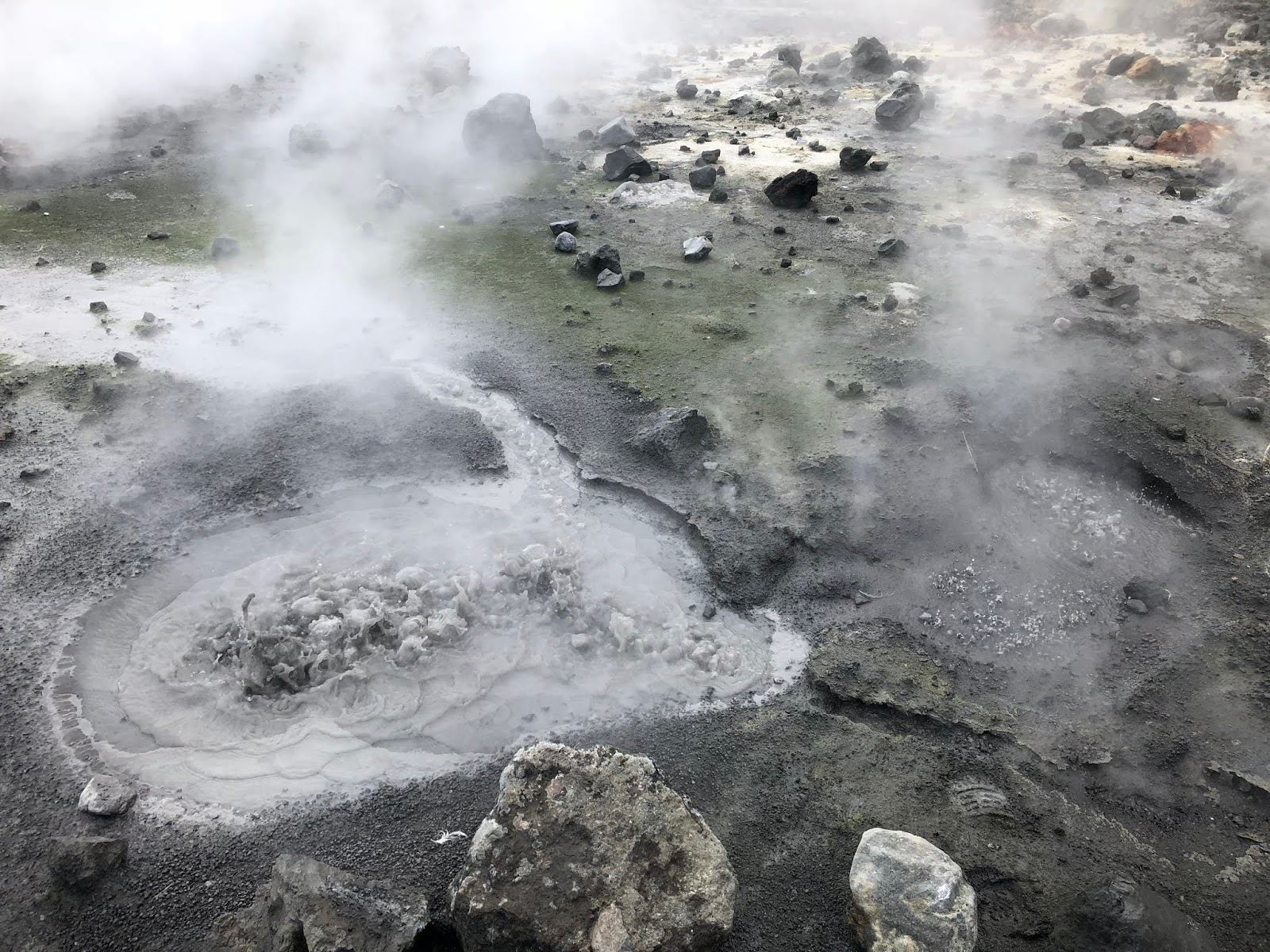
Кипляча грязь, серпень 2018

- 20 грудня 2016 року: почалася серія коротких майже щоденних вивержень вулкану, утворюючи високі хмари вулканічного попелу та вулканічні блискавки, змінюючи географію острова. Оскільки на острові немає камер або станцій моніторингу, а місцевість зазвичай похмура, деталі невідомі. Проте, коли погода стала сприятливою, було видно, що невелике жерло недалеко від північно-східного пляжу Богослофа вибухнуло, роздробивши початковий острів на дві частини та утворивши новий, менший острів на північному сході.[4]
- 25 грудня 2016 року: супутникові знімки острова показали, що острів розпався на три менші острови, зосереджені на місці, яке вважалося активним джерелом виверження, зайнявши площу 0,0049 км2   порівняно з попередньою площею 0,288 км2. Богослоф продовжував рости протягом наступних тижнів, досягнувши розміру 0,437 км2  11 січня 2017 р. і знову з'єднався в єдиний острів.
- 02:08 UTC 20 лютого (17:08 AKST 19 лютого): на вулкані Богослоф почалося сильне вибухове виверження. Сейсмічні та інфразвукові дані показали серію короткочасних вибухових імпульсів до 02:45 UTC; відтоді сейсмічність трохи знизилася. Останні супутникові знімки показують хмару заввишки 7620 м над рівнем моря [5][6]
- 11 березня 2017: Площа острова Богослоф становив 0,980 км2, що більше ніж три рази за розміри перед виверженням, утворюючи великий круглий острів навколо центрального жерла , і, ймовірно, продовжуватиме рости.
- 10 травня 2017 року: за оцінками, площа Богослофа становила близько 1,3 км2.
- 17 травня 2017 року: виверження викинуло попіл на 10360 м в атмосферу.[7]
- 28 травня 2017 року: ще одне виверження підняло попіл на висоту 10668 м і підняло Авіаційний колірний код до червоного, найвищого рівня. Попіл, який піднімається вище 6096 м, становить загрозу для авіалайнерів у цьому районі [8]. Авіаційний метеорологічний підрозділ Національної служби погоди Аляски також попередив, що хмара попелу може піднятися на висоту 15240 м.[7]
- 30 серпня 2017 року: відбулося виверження з незначною вулканічною активністю, яка тривала до початку грудня, після чого вулкан, здавалося, повернувся до відносної неактивності.

## Галерея

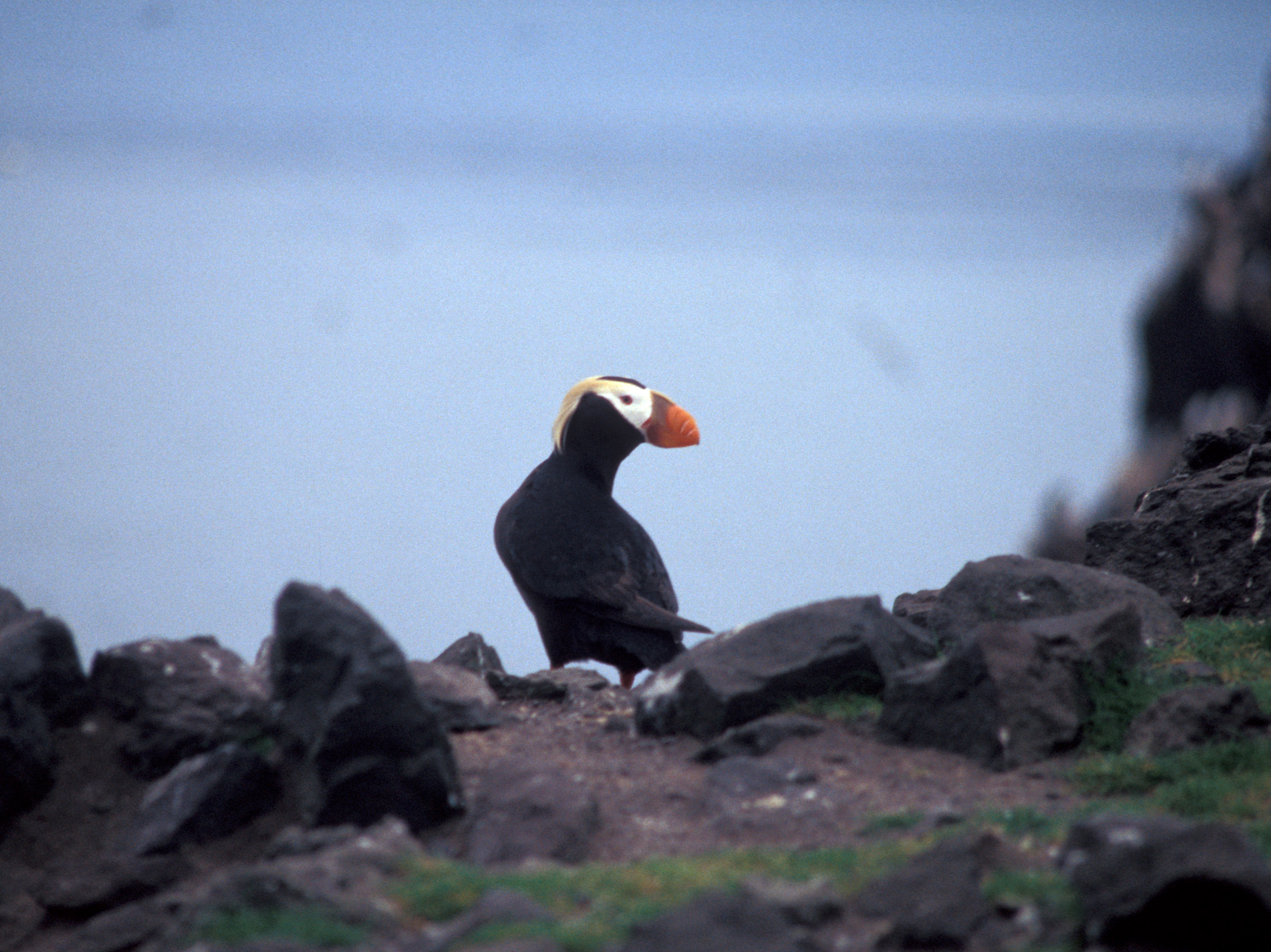
Чубатий топорик на острові Богослоф
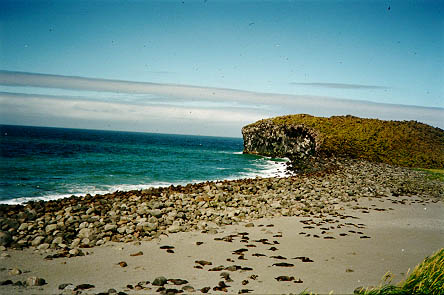
Колонія морських котиків на острові Богослоф
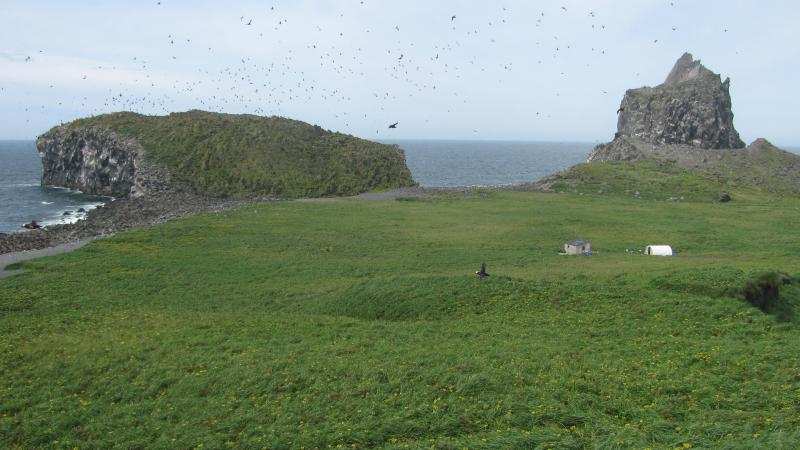
Поверхня острова в серпні 2009 року, на якій видно лавовий купол 1926–1928 років (ліворуч) і лавовий купол 1992 року (праворуч)
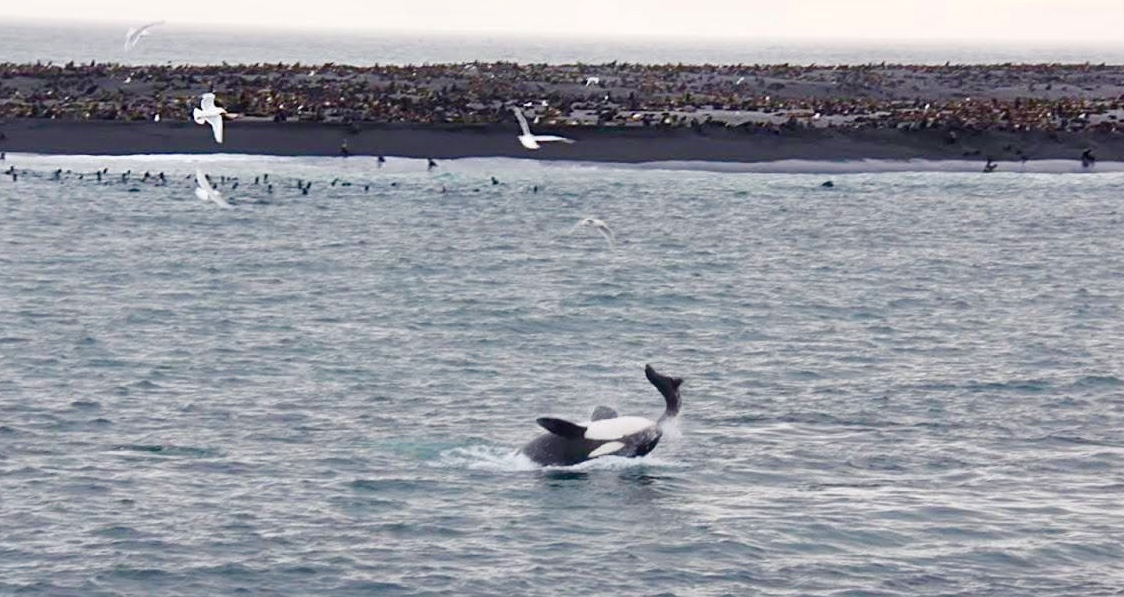
Косатка годує морського котика на острові Богослоф
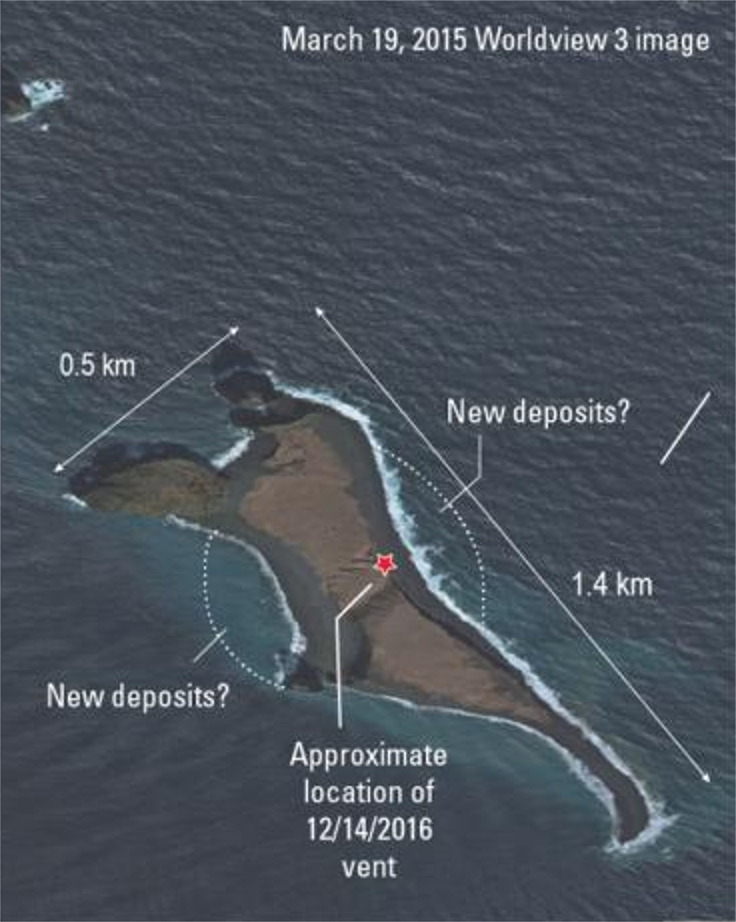
Супутниковий знімок Богослофа в 2015 році, до вивержень 2016–2017 років, які суттєво змінили зовнішній вигляд острова.
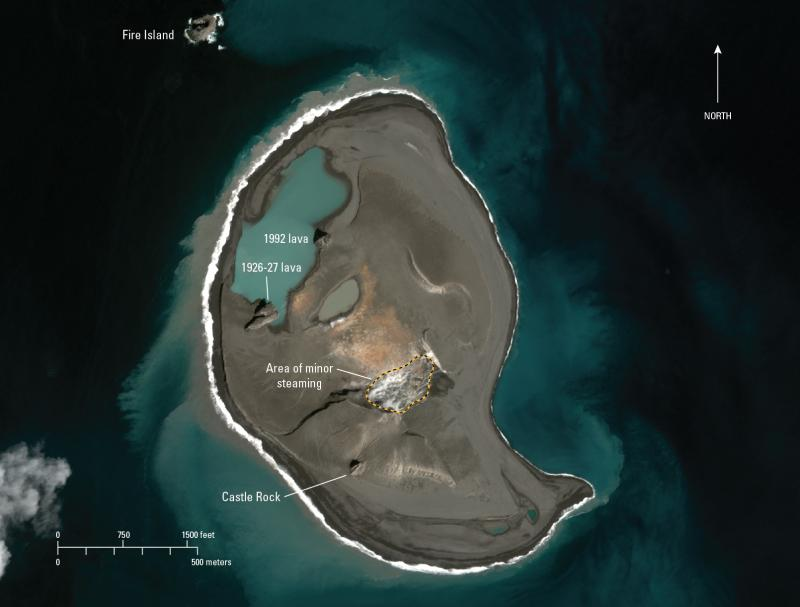
Острів Богослоф 20 квітня 2018 року, на якому видно значні зміни рельєфу після виверження.

## Зовнішні посилання
- Вулкани півострова Аляска та Алеутські острови - вибрані фотографії
- Острів Богослоф: блок 1069, район перепису 1, західна переписна зона Алеутських островів, Аляска Бюро перепису США